# Xiaomi Mi 5s
Xiaomi Mi 5s — смартфон від китайської компанії Xiaomi, що є покращеною версією і наступником Xiaomi Mi 5. Був представлений 27 вересня 2016 року разом Xiaomi Mi 5s Plus. Його особливістю став дисплей, що підтримує технологію 3D Touch.

## Дизайн
Екран виконаний зі скла. Корпус виконаний зі шліфовного алюмінію.
Ззаду Xiaomi Mi 5s схожий на Xiaomi Mi 5, за виключенням скляної панелі, що замінена на металевий корпус.
На нижній рамці екрана розміщені 2 сенсорні кнопки та кнопка "додому", в яку вбудований сканер відбитку пальця.
Знизу розташовані роз'єм USB-C, динамік та стилізований під динамік мікрофон. Зверху розташовані 3.5 мм аудіороз'єм та другий мікрофон. З лівого боку смартфона розташований слот під 2 SIM-картки. З правого боку знаходяться кнопки регулювання гучності та кнопка блокування смартфону.
В Україні Xiaomi Mi 5s продавався в 5 кольорах: сірому, сріблястому, золотому та Rose Gold.

## Технічні характеристики

### Платформа
Смартфон отримав процесор Qualcomm Snapdragon 821 (2×2.15 ГГц Kryo & 2×1.6 ГГц Kryo) та графічний процесор Adreno 530.

### Батарея
Батарея отримала об'єм 3200 мА·год та підтримку 18-ватної швидкої зарядки Quick Charge 3.0.

### Камера
Смартфон отримав основну камеру 12 Мп, f/2.0 з фазовим автофокусом та здатністю запису відео в роздільній здатності 4K@30fps. Фронтальна камера отримала роздільність 4 Мп, діафрагму f/2.0 та здатність запису відео у роздільній здатності 1080p@30fps.

### Екран
Екран IPS LCD, 5.15", FullHD (1920 × 1080) зі співвідношенням сторін 16:9 та щільністю пікселів 428 ppi. Осбливістю дисплея стала підтримка технології 3D-Touch (тільки в версії 4/128 ГБ).

### Пам'ять
Смартфон продавався в комплектаціях 3/64 та 4/128 ГБ.

### Програмне забезпечення
Xiaomi Mi 5s був випущений на MIUI 8, що базувалася на Android 6.0 Marshmallow. Глобальна версія пришивки була оновлена до MIUI 10, а китайська — до MIUI 11. Обидві базуються на Android 8.0 Oreo.

## Рецензії
Оглядач з інформаційного порталу ITC.ua поставив Xiaomi Mi 5s 4.5 бали з 5. До мінусів він відніс звук, сканер відбитків пальців та слизький корпус. До плюсів оглядач відніс зовнішній вигляд, дисплей, камери, продуктивність, автономність та швидку зарядку. У висновку він сказав: «Mi 5s – хороший смартфон, якщо вибирати між «недорогими флагманами». У нього хороші комплектуючі, все добре з продуктивностю і швидкістю, до того ж велика автономність. Дві чайні ложки дьогтя – динамік та сканер відбитків пальця… Але трішечки доплативши, цих недоліків можна позубутися за допомогою OnePlus 3/3T. В любому випадку, для тих, хто не ставив в пріоритет музику, Xiaomi Mi 5s – цілком хороший вибір.»